# Louis-René Caradeuc de La Chalotais
Louis-René de Caradeuc de La Chalotais, souvent abrégé en René de La Chalotais, est un magistrat breton, né le 6 mars 1701 à Rennes, où il est mort le 12 juillet 1785. 
Janséniste, il est procureur général du parlement de Bretagne et l'une des principales personnalités du mouvement de la fronde parlementaire qui se déroule à la fin du règne de Louis XV.

## Biographie
La Chalotais est nommé avocat général au Parlement de Bretagne en 1730, et procureur général en 1752.
Opposant farouche des jésuites, il présente au Parlement, en 1761, un mémoire sur les constitutions de la Compagnie (Compte rendu des constitutions des Jésuites), qui contribue à sa suppression en France. En 1763, il publie un Essai d'éducation nationale, dans lequel il propose un programme d'enseignements scientifiques destinés à se substituer à ceux des jésuites. Voltaire le félicite d’exclure les longues études de théologie inutiles chez les enfants du peuple : « Je vous remercie de proscrire l'étude chez les laboureurs. Moi qui cultive la terre, je vous présente requête pour avoir des manœuvres et non des clercs tonsurés. »
La même année commence le conflit entre les États de Bretagne et le gouverneur de la province, le duc d'Aiguillon. Les États refusent de voter les impôts extraordinaires demandés par le gouverneur au nom du Roi voués au financement de la guerre de Sept-Ans. La Chalotais est un ennemi personnel du duc d'Aiguillon et, lorsque le Parlement se range aux côtés des États, il prend la tête de l'opposition. Le Parlement interdit la levée d'impôts auxquels les États n'auraient pas consenti. Le Roi fait révoquer cet arrêt, ce qui entraîne la démission de tous les membres du Parlement, sauf douze (octobre 1764 à mai 1765).
Le secrétaire d'État à la Maison du roi chargé des affaires de la province, Louis Phélypeaux, comte de Saint-Florentin, reçoit deux lettres anonymes dont La Chalotais est suspecté d'être l'auteur, ce que confirment alors trois experts en graphologie. La Chalotais est arrêté le 11 novembre 1765, ainsi que son fils et quatre autres parlementaires. Cette arrestation fait sensation et l'on parle de despotisme. Voltaire forge la légende du procureur général emprisonné à Saint-Malo, puis au château du Taureau, et réduit, faute d'encre, à écrire sa défense avec un cure-dent trempé dans du vinaigre.
Le 16 novembre 1765, une commission spéciale est nommée pour juger La Chalotais. Celui-ci plaide l'illégalité du procès, soutenant qu'étant procureur général, il ne peut qu'être jugé par le Parlement de Bretagne ou, à défaut, par celui de Bordeaux, conformément à la coutume de Bretagne. Les juges n'osent pas le condamner sur la base d'expertises en écriture et, à la fin de l'année 1766, les choses n'ont pas progressé. En novembre, La Chalotais est transféré à la Bastille,. Louis XV décide alors d'évoquer l'affaire devant le Conseil, qui exile La Chalotais à Saintes (1767). Cette sentence augmente l'agitation des esprits. Les Philosophes, les parlementaires, les jansénistes soutiennent que La Chalotais est la victime de la vindicte du duc d'Aiguillon et des jésuites. En définitive, le roi accepte de rappeler les parlementaires bretons qui ont démissionné. Le Parlement de Bretagne tient à nouveau séance et réclame le retour de La Chalotais, ce qui finit par être accordé en 1775, après que Louis XVI a rappelé les anciens parlements, revenant ainsi sur la réforme du chancelier Maupeou. La Chalotais est autorisé à transmettre son office à son fils.
Une statue de La Chalotais par Étienne-Édouard Suc, installée au Palais du Parlement de Bretagne en 1843, disparaît en 1960.

## Citations
- « Le bien de la société demande que les connaissances du peuple ne s'étendent pas plus loin que ses occupations[2]. »

## Famille
Sa famille est de la noblesse de robe originaire de Bretagne. Parmi ses membres, on peut citer Anne Jacques Raoul Caradeuc, marquis de La Chalotais (1728-1794).
Le contre-révolutionnaire et minéralogiste Paul Émile Louis Marie de La Fruglaye (1766-1849) est le petit-fils par sa mère de Louis-René Caradeuc de La Chalotais.